# Kolludere, Hizan
Kolludere là một thị trấn thuộc huyện Hizan, tỉnh Bitlis, Thổ Nhĩ Kỳ. Dân số thời điểm năm 2011 là 764 người.